# Clodomiro Urtubey
Clodomiro Urtubey (Buenos Aires, Argentina; 1840-Hassocks, Reino Unido, 30 de agosto de 1902) fue un marino argentino que luchó en la guerra entre la Confederación Argentina y el Estado de Buenos Aires y en la guerra de la Triple Alianza. Fue fundador y primer director de la Escuela Naval Militar.

## Infancia y juventud
Nació en la ciudad de Buenos Aires en 1840, hijo del cordobés Antonio Urtubey y María Mercedes Larrosa.
Tras efectuar sus primeros estudios en el Colegio Nacional de Buenos Aires, en mayo de 1858 fue dado de alta como guardiamarina en la escuadra del Estado de Buenos Aires sirviendo en el vapor General Outram y en el Caaguazú durante la Guerra entre la Confederación Argentina y el Estado de Buenos Aires.
En 1860 por mediación de su padre ante sus amigos de la infancia los capitanes españoles José Gutiérrez de la Concha y Manuel Gutiérrez de la Concha, hijos de Juan Antonio Gutiérrez de la Concha, gobernador de Córdoba del Tucumán fusilado por la Primera Junta revolucionaria, obtuvo de la reina Isabel II de España la autorización para ingresar a la Escuela Naval de San Fernando, el primero argentino en hacerlo desde la Revolución de Mayo de 1810. Concedida la licencia por la Armada Argentina, que le adjudicó un sueldo inicial de 25 $f para sostener sus estudios, ingresó en la Escuela Naval española donde siguió una destacada carrera durante la que figuró en el cuadro de honor del establecimiento. Encontrándose en viaje de instrucción en La Habana con el entonces gobernador Manuel Gutiérrez de la Concha, su mentor le dijo "A Usted le corresponde llevar la preparación adquirida en España a nuestra América, como mis padres la llevaron en su momento".

## Guerra de la Triple Alianza y viajes de exploración
Egresó como piloto guardiamarina y de regreso en su país, el 8 de mayo de 1864 se reincorporó a la Armada Argentina con el grado de subteniente, siendo asignado al vapor Guardia Nacional, el mejor barco de guerra de la armada, entonces al mando de Luis Py. 
Iniciada la guerra del Paraguay, con el Guardia Nacional participó del combate de Paso de Cuevas, última acción de combate contra otras naciones de la Armada Argentina hasta la Guerra de Malvinas. Durante la lucha fue herido por una bala de fusil que le atravesó ambas piernas. A resultas de su comportamiento, Urtubey fue ascendido a teniente.
Ya recuperado, en noviembre de 1867 fue puesto al frente del vapor aviso Buenos Aires, destinado al transporte de heridos. Con motivo de un incendio a bordo, que consiguió dominar, algunos pasajeros y miembros de su tripulación que presas del pánico se arrojaron al agua se ahogaron, lo que le valió un sumario, comprobándose que su conducta y las de sus oficiales había sido adecuada y fue ascendido al grado de capitán con retroactividad al 17 de mayo de 1867.
En 1869 pasó a prestar servicios en la costa patagónica, como capitán del pequeño vapor Transporte (Choele Choel). Frenada la expedición que al mando de Ceferino Ramírez por corto tiempo ocupó Choele Choel, remontó el río Negro, fundando aguas abajo de ese punto el fortín General Conesa, donde hoy está la pequeña ciudad de General Conesa (Río Negro).
El 26 de agosto de 1869 fue ascendido a sargento mayor graduado y terminada su misión regresó a Buenos Aires en 1870. Al mando del transporte Coronel Roseti participó de la campaña de 1871 contra la rebelión jordanista.

## La primera Escuela Naval militar
Tras un viaje a Carmen de Patagones, fondeado su barco en los Pozos y reunido con el sargento mayor Pastor Obligado, su segundo en el Roseti el capitán Enrique Howard y el teniente Carlos Hastings trató acerca de la necesidad de dotar al país de una institución que capacitara al personal naval. Al respecto, Urtubey cursó el 12 de julio un oficio al ministro de Guerra y Marina, coronel Martín de Gainza, planteándole la posibilidad de crear a bordo del buque a su mando lo que llamó "una Academia teórico-práctica" para formar oficiales para la Armada Argentina, acompañando la nota con un programa de estudios tentativo. El ministro elevó esa sugerencia al presidente Domingo Faustino Sarmiento quien acogió con entusiasmo la propuesta, aprobada por ley del 5 de octubre de 1872.
El 16 de octubre Urtubey fue nombrado comandante del vapor General Brown y director de la primera Escuela Naval Militar de la Nación allí instalada, primera academia en la que se formaron marinos de su país, iniciándose la apertura de los cursos el 1 de abril de 1873.
En julio de ese año regresó al Río de la Plata y tras efectuar numerosos viajes por los ríos interiores pasó a la isla Martín García hasta noviembre cuando, ante la nueva revolución jordanista, partió como jefe de la División Naval del Río Paraná a la ciudad de Paraná.
En 1874 se reanudaron los cursos en el buque escuela, estacionado en el Arsenal Naval de Zárate.
El 22 de mayo de ese año fue ascendido a teniente coronel graduado. Al estallar en el mes de octubre la Revolución de 1874 con la sublevación de la cañonera Paraná liderada por Erasmo Obligado, los cadetes de la Escuela Naval Militar fueron desembarcados y el General Brown fue afectado a la represión del movimiento como insignia de la 2.º División Naval al mando del comodoro Luis Py.
En mayo de 1875 Urtubey recibió nuevamente a bordo del General Brown a la Escuela Naval, pero el 21 de junio de 1876 los cadetes formados en la cubierta se negaron reiteradamente a cimplir la orden de quitarse los gabanes impartida por el subteniente Atilio Barilari. El llamado Motín de los Gabanes fue considerado un gravísimo acto de indisciplina y motivó la suspensión de clases y la instrucción de un sumario, mientras los cabecillas eran llevados presos desde Zárate a Buenos Aires.
Aunque en octubre el fiscal entregó el dictamen al Auditor de Guerra, no se adoptó resolución alguna, con lo que la escuela permaneció cerrada hasta que el 21 de junio de 1877 se aceptó la renuncia indeclinable de Urtubey y se disolvió el Colegio Naval Militar, recreándolo el mismo día a bordo de la cañonera Uruguay y al mando de Martín Guerrico.

## Carrera posterior
Tras su renuncia, Urtubey dedicó sus esfuerzos a la preparación de la Armada para la inminente conquista del desierto. Participó en la campaña de 1879 y junto a su comandante Julio Argentino Roca llegó nuevamente a la isla de Choele Choel.
Posteriormente viajó a Londres para integrar la Comisión Naval presidida por el ministro Manuel Rafael García Aguirre actuando como técnico para la adquisición de armamentos y buques. Allí, el 7 de abril de 1880 recibió el vapor transporte Villarino que al mando de Ceferino Ramírez se convertiría en el primer buque de guerra de la armada argentina trasladado desde Europa con mandos y tripulación del país, viaje inaugural en que repatrió los restos del general José de San Martín.
El 30 de octubre de 1880 fue promovido a coronel efectivo. En 1887 fue nombrado vocal del Consejo Superior de Marina y comisionado nuevamente a Europa para dirigir las reparaciones de la corbeta La Argentina y del transporte Villarino. 
Antes de partir en esa comisión, Urtubey oficio como vocal del Consejo de Guerra presidido por el comodoro Augusto Lasserre que juzgó al teniente de fragata Miguel Lezcano por la pérdida del vapor aviso Coronel Murature en la costa patagónica.
En enero de 1888 se constituyó la Junta Superior de Marina que reemplazaba la Junta Inspectora de Marina creada poco tiempo antes (el 2 de noviembre de 1886). La nueva Junta presidida por el ministro de Guerra y Marina concentraba las funciones de la Junta de Inspección (controlar el aprovisionamiento, adquisiciones, conservación de los buques, inspeccionar los buques controlando navegabilidad, personal, víveres, combustible y armamento) y la facultad de redactar o modificar leyes y reglamentos, intervenir en ascensos y cuestiones de personal, de hidrografía y puertos, adquisición de buques, infraestructura y presupuesto.
Integrada por el contralmirante Bartolomé Cordero, Urtubey, el capitán de navío Martín Guerrico, el ingeniero Guillermo White (presidente de la Comisión Administradora Local del Ferrocarril del Sur), Francisco Seeber (presidente de la Compañía Muelles y Depósitos de Las Catalinas) y Estanislao Ceballos, revistando en la secretartía el capitán de fragata Carlos María Moyano y los tenientes de fragata Leopoldo Funes, Emilio Barilari, Eduardo Lan e Hipólito Oliva.
Simultáneamente el Jefe de Estado Mayor, ahora sólo de nombre, Mariano Cordero, se convertía en titular de la Comandancia General de Marina pero hacia fines de 1889 las funciones de la Junta estaban consolidadas y actuaba como un estado mayor en relación directa con el ministro lo que finalmente condujo a Mariano Cordero a renunciar a la Comandancia General de Marina con lo que el 30 de diciembre de ese año todas las reparticiones de la Comandancia pasaron a la Junta.
El 12 de junio de 1890 Urtubey fue nombrado director de los Talleres de la Marina pero al poco tiempo viajó nuevamente a Inglaterra como presidente de la Comisión Naval en ese país. El 27 de septiembre de 1891 fue ascendido a comodoro. De regreso al país en 1892 fue nombrado subsecretario del Departamento de Marina pero volvió a Londres, desde donde el 22 de junio de 1892 solicitó el retiro del servicio, que se hizo efectivo de manera absoluta el 20 de septiembre de 1895.

## Retiro y fallecimiento
En el retiro se dedicó a las actividades comerciales, explotando con éxito un comercio de venta de tabacos al por mayor en Buenos Aires que ejercía la representación de una casa de tabacos con sede en Cuba, incluyendo la venta de la marca Edén, muy popular en su país.
Murió en Hassocks, Inglaterra, el 30 de agosto de 1902. Sus restos fueron sepultados en el cementerio de Brighton, próximo al lugar de su fallecimiento. Pese a que algunos biógrafos sostenían que habían sido luego conducidos a Buenos Aires, especificando incluso que se había hecho mediante el transporte Chaco, según sus familiares sus restos siguen en el cementerio de Brighton, lo que fue confirmado por el agregado naval argentino en la embajada de Londres, capitán de navío Horacio G.Barilari, quien encontró la tumba en 1964.
Estaba casado en sus últimos años con Fructuosa Boti o Butti, con quien tuvo cuatro hijos: Emilia, Margarita, Petrona y Clodomiro Fructuoso Urtubey Butti. Consta también (Cutolo, Yaben) que Clodomiro Urtubey tuvo con Delfina García al menos un hijo, el militar e ingeniero Clodomiro Urtubey (1860-1909).
Pese a no ser ancestro del comodoro Clodomiro Urtubey y sí de su hermano Ciríaco José, el gobernador de la provincia de Salta desde 2007 participó del aniversario de la Escuela Naval Militar al conmemorar su 138 aniversario.-  Juan Manuel Urtubey..-
Llevan su nombre una calle (barrio de Belgrano) y una escuela (barrio La Paternal) en la ciudad de Buenos Aires y una calle en la localidad de Valeria del Mar.